# Petrophora umbrosa
Petrophora umbrosa là một loài bướm đêm trong họ Geometridae.